# Aziz Nacib Ab'Sáber
Aziz Nacib Ab'Sáber (São Luís do Paraitinga, 24 oktober 1924 - Cotia, 16 maart 2012) was een Braziliaans geograaf, geoloog, ecoloog, archeoloog en milieuactivist. 
Ab'Sáber was de eerste die op wetenschappelijke wijze het territorium van Brazilië in kleine klimatische domeinen opdeelde en classificeerde. Hij was een eminent professor aan de Universiteit van São Paulo en lid van de Braziliaanse Academie voor Wetenschappen.
- Biblioteca Nacional de España: XX1695625
- Bibliothèque nationale de France: cb12877060t (data)
- CiNii: DA10920592
- Gemeinsame Normdatei: 130259519
- International Standard Name Identifier: 0000 0001 1442 7708
- Library of Congress Control Number: n80097338
- Nationale Bibliotheek van Tsjechië: jo20231198725
- Nederlandse Thesaurus van Auteursnamen: 072265221
- Système universitaire de documentation: 058488952
- Virtual International Authority File: 43141133
- WorldCat: E39PBJccbfy6pBwVfwtwtVPfbd